# 361 Broadway
361 Broadway en la esquina de Franklin Street y Broadway en el vecindario Tribeca de Manhattan, Nueva York, anteriormente conocido como el James White Building, fue construido en 1881-82 y fue diseñado por W. Wheeler Smith en estilo italianizante. Presenta una fachada de hierro fundido, y es un buen ejemplo de la arquitectura tardía de hierro fundido. El edificio fue renovado por el arquitecto Joseph Pell Lombardi en 2000, y la restauración de la fachada comenzó en 2009.
El edificio una vez albergó las oficinas de Scientific American, pero se usó principalmente en relación con el comercio textil. Actualmente está ocupado por una sucursal de Nyack College.
El edificio fue designado monumento de la ciudad de Nueva York el 27 de julio de 1982, y se agregó al Registro Nacional de Lugares Históricos el 15 de septiembre de 1983.